# クローニング
クローニング（英: cloning）は、生物学用語で、クローン（同じ遺伝子型をもつ生物の集団）を作製すること。

## 概要
生物学用語での、同じ遺伝子型をもつ生物の集団（クローン）を作製することから転じて、分子生物学的文脈においては、ある特定の遺伝子を増やす、つまり遺伝子を単離することを意味する。
転じて一般に複製を作ることにも使われるようになった。例えばコンピュータ関連では、データを複製する「クローニングソフト」と呼ばれるものがある。これは意味としては本来のクローニングに近いが、この領域にはコピーという、より一般的な同様の言葉が存在している。単純なコピー機能では複製できないデータの複製を可能にするソフトウェアであるため、クローンという多少複雑なイメージのある言葉を使用していると思われる。また、コピーという単語を使うと違法性があるようにみえ、それを避けるために使用するという側面もあるようだ。

## コンピュータ用語として

### 機能が同等のソフトウェアに対して
また、"wiki クローン"などといった用法に見られるように、同様の機能を実現するが、コードの異なるソフトウェアに対してクローンという言葉が使用されることもある。この様な場合、設計思想や仕様書が遺伝情報に相当し、ソフトウェアに対する入力が環境条件、出力が形質といえる。しかし、多くのクローンソフトの場合、同種内別個体程度の類似性に相当し、クローンほどの同一性は見られない。また、表面的な類似性に基づいて、コードを遺伝情報、実現する機能を形質と仮定してしまうと、コードが異なる点でクローンの原義と全く異なる使われ方といえる。このように本来のクローンの正確な理解を阻害しかねない間違ったアナロジーを産むと言えるため、ソフトウェア業界は他の言葉を使用した方がよいという意見もある。

### 重複コードに対して
重複コードはコードクローン（英: Cloned Code）とも呼ばれる。